# UEFA Champions League 2013-2014 (fase a gironi)
Questa voce raccoglie un approfondimento sulle gare della fase a gironi dell'edizione 2013-2014 della UEFA Champions League.

## Squadre
| Legenda                                                                                         |
| ----------------------------------------------------------------------------------------------- |
| I club primi e secondi classificati avanzano alla fase a eliminazione diretta                   |
| I club terzi classificati partecipano alla fase a eliminazione diretta della UEFA Europa League |
| I club quarti classificati sono eliminati                                                       |

| Squadre        | Coeff   |
| -------------- | ------- |
| Barcellona     | 157.605 |
| Bayern Monaco  | 146.922 |
| Chelsea        | 137.592 |
| Real Madrid    | 136.605 |
| Manchester Utd | 130.592 |
| Arsenal        | 113.592 |
| Porto          | 104.833 |
| Benfica        | 102.833 |

| Squadre             | Coeff  |
| ------------------- | ------ |
| Atlético Madrid     | 99.605 |
| Shakhtar Donetsk    | 94.951 |
| Milan               | 93.829 |
| Schalke 04          | 84.922 |
| Olympique Marsiglia | 78.800 |
| CSKA Mosca          | 77.766 |
| PSG                 | 71.800 |
| Juventus            | 70.829 |

| Squadre           | Coeff  |
| ----------------- | ------ |
| Zenit             | 70.766 |
| Manchester City   | 70.592 |
| Ajax              | 64.945 |
| Borussia Dortmund | 61.922 |
| Basilea           | 59.785 |
| Olympiacos        | 57.800 |
| Galatasaray       | 54.400 |
| Bayer Leverkusen  | 53.922 |

| Squadre        | Coeff  |
| -------------- | ------ |
| Copenaghen     | 47.140 |
| Napoli         | 46.829 |
| Anderlecht     | 44.880 |
| Celtic         | 37.538 |
| FCSB           | 35.604 |
| Viktoria Plzeň | 28.745 |
| Real Sociedad  | 17.605 |
| Austria Vienna | 16.575 |

## Sorteggio
| Gruppo | 1ª fascia      | 2ª fascia           | 3ª fascia             | 4ª fascia       |
| ------ | -------------- | ------------------- | --------------------- | --------------- |
| A      | Manchester Utd | Šachtar             | Bayer Leverkusen      | Real Sociedad   |
| B      | Real Madrid    | Juventus            | Galatasaray           | Copenaghen      |
| C      | Benfica        | Paris Saint-Germain | Olympiacos            | Anderlecht      |
| D      | Bayern Monaco  | CSKA Mosca          | Manchester City       | Viktoria Plzeň  |
| E      | Chelsea        | Schalke 04          | Basilea               | Steaua Bucarest |
| F      | Arsenal        | Olympique Marsiglia | Borussia Dortmund     | Napoli          |
| G      | Porto          | Atlético Madrid     | Zenit San Pietroburgo | Austria Vienna  |
| H      | Barcellona     | Milan               | Ajax                  | Celtic          |

## Gruppo A
Nel Gruppo A vengono inseriti gli inglesi del Manchester Utd, gli ucraini dello Šachtar, i tedeschi del Bayer Leverkusen e gli spagnoli della Real Sociedad.
Nella giornata d'esordio, il Manchester Utd batte per 4-2 il Bayer Leverkusen all'Old Trafford grazie alla doppietta di Rooney e alle reti di van Persie e Valencia, mentre sono di Rolfes e Toprak le uniche marcature degli ospiti. Nell'altro match, lo Šachtar ha invece la meglio sulla Real Sociedad per 2-0 all'Anoeta con la doppietta di Teixeira.
Nella seconda giornata, gli ucraini e gli inglesi pareggiano per 1-1 alla Donbass Arena: al gol iniziale di Welbeck per gli ospiti risponde quello di Taison per i padroni di casa, mentre alla BayArena, i tedeschi superano gli spagnoli per 2-1 in virtù delle reti di Rolfes e di Hegeler su calcio di punizione, quest'ultima avvenuta in pieno recupero, intervallate da quella del momentaneo pareggio ad opera di Vela.
Nella terza giornata, i tedeschi travolgono gli ucraini con un perentorio 4-0 a Leverkusen grazie alla doppietta di Kießling e alle marcature di Rolfes su calcio di rigore e di Sam, invece a Manchester, gli inglesi si impongono di misura per 1-0 sugli spagnoli con un'autorete di Iñigo Martínez, che insacca nella propria porta nel tentativo di anticipare Hernández.
Nella quarta giornata, lo Šachtar e il Bayer Leverkusen pareggiano per 0-0 a Donec'k, soprattutto per via dell'ottima prestazione del portiere Leno, autore di parate fondamentali ai fini di tale risultato per i teutonici, mentre a San Sebastián, anche la Real Sociedad riesce a bloccare il Manchester Utd sul pari a reti inviolate, nonostante questi ultimi abbiano colpito due pali e avuto parecchie occasioni per vincere la partita.
Nella quinta giornata, gli inglesi surclassano i tedeschi con un sonoro 5-0 alla BayArena grazie all'autorete di Spahić, propiziata da un calcio di punizione battuto da Rooney, e dai gol di Valencia, Evans, Smalling e Nani, che permettono appunto ai britannici di qualificarsi agli ottavi di finale con un turno d'anticipo. Nell'altra gara, gli ucraini abbattono invece gli spagnoli con un netto 4-0 alla Donbass Arena, complice la doppietta di Douglas Costa e le marcature di Luiz Adriano e Teixeira, che pongono prematuramente fine al cammino europeo dei baschi.
Nell'ultima giornata, il Manchester Utd certifica il primo posto in classifica con 14 punti dopo aver sconfitto lo Šachtar per 1-0 all'Old Trafford (decide la rete di Jones nel secondo tempo), mentre il Bayer Leverkusen si impone all'Anoeta col medesimo risultato sulla Real Sociedad grazie al gol di Toprak, raggiungendo la seconda piazza del girone con 10 punti, a discapito degli stessi ucraini, giunti invece terzi con 8 punti per ottenere il ripescaggio in Europa League. Gli spagnoli terminano infine all'ultimo posto con solamente 1 punto all'attivo ed una sola rete segnata.
| Squadra          | P.ti | G | V | P | S | GF | GS | DG |
| ---------------- | ---- | - | - | - | - | -- | -- | -- |
| Manchester Utd   | 14   | 6 | 4 | 2 | 0 | 12 | 3  | +9 |
| Bayer Leverkusen | 10   | 6 | 3 | 1 | 2 | 9  | 10 | -1 |
| Šachtar          | 8    | 6 | 2 | 2 | 2 | 7  | 6  | +1 |
| Real Sociedad    | 1    | 6 | 0 | 1 | 5 | 1  | 10 | -9 |

| Arbitro: | Damir Skomina |

|                                             |           |                       |
| Rooney 22’, 70’ Van Persie 59’ Valencia 79’ | Marcatori | 54’ Rolfes 88’ Toprak |

| Arbitro: | Ovidiu Hațegan |

|  |           |                  |
|  | Marcatori | 65’, 87’ Texeira |

| Arbitro: | Pavel Královec |

|            |           |             |
| Taison 76’ | Marcatori | 18’ Welbeck |

| Arbitro: | Sergei Karasev |

|                            |           |          |
| Rolfes 45+1’ Hegeler 90+2’ | Marcatori | 51’ Vela |

| Arbitro: | Stéphane Lannoy |

|                                             |           |  |
| Kießling 22’, 72’ Rolfes 50’ (rig.) Sam 57’ | Marcatori |  |

| Arbitro: | Bas Nijhuis |

|                    |           |  |
| Martínez 2’ (aut.) | Marcatori |  |

| Donec'k 5 novembre 2013, ore 21:45 UTC+2 | Šachtar        | 0 – 0 referto | Bayer Leverkusen | Donbass Arena\| Arbitro: \| William Collum \| |
| Arbitro:                                 | William Collum |               |                  |                                               |

| San Sebastián 5 novembre 2013, ore 20:45 UTC+1 | Real Sociedad  | 0 – 0 referto | Manchester Utd | Anoeta\| Arbitro: \| Nicola Rizzoli \| |
| Arbitro:                                       | Nicola Rizzoli |               |                |                                        |

| Arbitro: | Svein Oddvar Moen |

|  |           |                                                                |
|  | Marcatori | 22’ Valencia 30’ (aut.) Spahić 66’ Evans 77’ Smalling 88’ Nani |

| Arbitro: | Olegário Benquerença |

|                                                |           |  |
| Luiz Adriano 37’ Teixeira 48’ Douglas 68’, 87’ | Marcatori |  |

| Arbitro: | Milorad Mažić |

|           |           |  |
| Jones 68’ | Marcatori |  |

| Arbitro: | Tom Harald Hagen |

|  |           |            |
|  | Marcatori | 49’ Toprak |

## Gruppo B

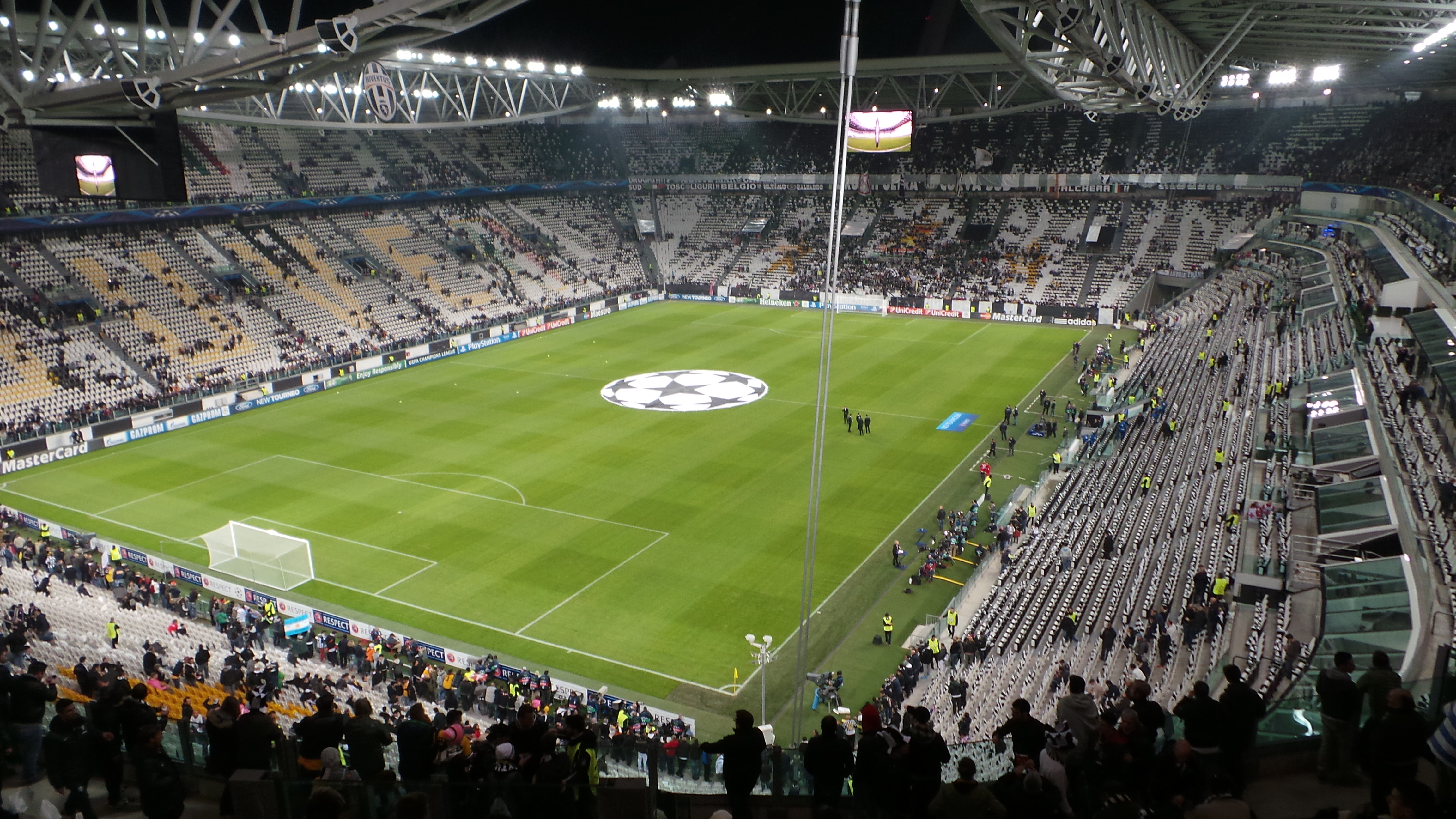
Lo Juventus Stadium prima dell'inizio del match fra la Juventus e il Real Madrid.

Nel Gruppo B vengono inseriti gli spagnoli del Real Madrid, gli italiani della Juventus, i turchi del Galatasaray e i danesi del Copenaghen.
Nella giornata d'esordio, il Real Madrid travolge il Galatasaray con un perentorio 6-1 alla Türk Telekom Arena grazie alla rete di Isco, alla doppietta di Benzema e alla tripletta di Cristiano Ronaldo, mentre è di Bulut l'unica marcatura messa a segno dai padroni di casa, ottenendo così la più ampia vittoria in trasferta mai conseguita nella competizione ed infliggendo al contempo agli avversari la loro sconfitta più pesante a livello europeo. Nell'altro match, il Copenaghen blocca invece la Juventus sul pareggio per 1-1 al Parken Stadium: al gol iniziale di Jørgensen per i nordici risponde quello di Quagliarella per i piemontesi, questi ultimi fermati anche dalla grande prestazione del portiere Wiland.
Nella seconda giornata, gli italiani e i turchi pareggiano per 2-2 allo Juventus Stadium: la rete di Vidal su calcio di rigore e quella di Quagliarella rimontano l'iniziale vantaggio di Drogba, ma gli ospiti trovano comunque il gol con Bulut, che ristabilisce l'equilibrio nel finale. Nell'altra partita, gli spagnoli si impongono facilmente sui danesi per 4-0 al Bernabéu in virtù delle marcature di Ronaldo e Di María, entrambi autori di una doppietta ciascuno.
Nella terza giornata, gli spagnoli sconfiggono gli italiani per 2-1 a Madrid grazie alla doppietta di Ronaldo, inframezzata dall'inutile rete di Llorente per gli ospiti, mentre i turchi superano i danesi con un netto 3-1 ad Istanbul, frutto dei gol di Felipe Melo, Sneijder e Drogba, cui segue la velleitaria marcatura di Claudemir, che rende solo meno pesante il passivo per i nordici.
Nella quarta giornata, la Juventus strappa un pareggio per 2-2 contro il Real Madrid a Torino grazie alla rete di Vidal su calcio di rigore e a quella di Llorente, che fanno appunto da contraltare ai gol avversari di Ronaldo e Bale, invece nell'altra sfida, il Copenaghen coglie il primo successo nel raggruppamento, battendo a sorpresa il Galatasaray per 1-0 a Copenaghen con la decisiva marcatura di Braaten in avvio di primo tempo, il quale segna con uno splendido colpo di tacco.
Nella quinta giornata, gli spagnoli prevalgono nettamente sui turchi per 4-1 al Bernabéu con le reti di Bale su calcio di punizione, Arbeloa, Di María e Isco, che consentono ai padroni di casa di qualificarsi agli ottavi di finale come primi in classifica con un turno d'anticipo, mentre è di Bulut l'unico gol di marca ospite. Nell'altra gara, gli italiani conquistano invece il primo trionfo nel girone dopo aver sconfitto i danesi per 3-1 allo Juventus Stadium: protagonista Vidal, autore di una tripletta, intervallata dal gol del momentaneo pari ad opera di Mellberg.
Nell'ultima giornata, il Real Madrid certifica il già consolidato primo posto con 16 punti dopo aver superato il Copenaghen per 2-0 al Parken Stadium grazie alle reti di Modrić e Ronaldo, con quest'ultimo che mette a referto il nono gol personale nella manifestazione, stabilendo inoltre un record per quanto riguarda il maggior numero di marcature realizzate in una singola fase a gironi del torneo. Alla Türk Telekom Arena, la decisiva partita tra il Galatasaray e la Juventus viene inizialmente sospesa alla mezz'ora di gioco, a causa di un forte nevischio abbattutosi sulla città turca, e poi ripresa nel pomeriggio del giorno seguente su un campo rivelatosi ancora in condizioni non ottimali per via del clima rigido: a spuntarla nel finale sono tuttavia i padroni di casa per 1-0 in virtù della rete di Sneijder, che permette così ai turchi di piazzarsi al secondo posto con 7 punti valevoli per il passaggio del turno, mentre gli italiani giungono terzi con 6 punti e vengono ripescati in Europa League. I danesi terminano invece all'ultimo posto del gruppo con 4 punti conquistati.
| Squadra     | P.ti | G | V | P | S | GF | GS | DG  |
| ----------- | ---- | - | - | - | - | -- | -- | --- |
| Real Madrid | 16   | 6 | 5 | 1 | 0 | 20 | 5  | +15 |
| Galatasaray | 7    | 6 | 2 | 1 | 3 | 8  | 14 | -6  |
| Juventus    | 6    | 6 | 1 | 3 | 2 | 9  | 9  | 0   |
| Copenaghen  | 4    | 6 | 1 | 1 | 4 | 4  | 13 | -9  |

| Arbitro: | Mark Clattenburg |

|           |           |                                                   |
| Bulut 84’ | Marcatori | 33’ Isco 54’, 81’ Benzema 63’, 66’, 90+1’ Ronaldo |

| Arbitro: | Ivan Bebek |

|               |           |                  |
| Jørgensen 14’ | Marcatori | 54’ Quagliarella |

| Arbitro: | Viktor Kassai |

|                                   |           |                      |
| Vidal 78’ (rig.) Quagliarella 87’ | Marcatori | 36’ Drogba 88’ Bulut |

| Arbitro: | Matej Jug |

|                                      |           |  |
| Ronaldo 21’, 65’ Di María 71’, 90+1’ | Marcatori |  |

| Arbitro: | Manuel Gräfe |

|                        |           |              |
| Ronaldo 4’, 28’ (rig.) | Marcatori | 22’ Llorente |

| Arbitro: | Aleksandar Stavrev |

|                                           |           |               |
| Felipe Melo 10’ Sneijder 38’ Drogba 45+1’ | Marcatori | 88’ Claudemir |

| Arbitro: | Howard Webb |

|                               |           |                      |
| Vidal 40’ (rig.) Llorente 65’ | Marcatori | 52’ Ronaldo 60’ Bale |

| Arbitro: | Martin Atkinson |

|            |           |  |
| Braaten 6’ | Marcatori |  |

| Arbitro: | William Collum |

|                                            |           |           |
| Bale 37’ Arbeloa 52’ Di María 63’ Isco 81’ | Marcatori | 38’ Bulut |

| Arbitro: | Jonas Eriksson |

|                                   |           |              |
| Vidal 29’ (rig.), 60’ (rig.), 64’ | Marcatori | 57’ Mellberg |

| Arbitro: | Pedro Proença |

|              |           |  |
| Sneijder 85’ | Marcatori |  |

| Arbitro: | Felix Brych |

|  |           |                        |
|  | Marcatori | 26’ Modrić 48’ Ronaldo |

## Gruppo C
Nel Gruppo C vengono inseriti i portoghesi del Benfica, i francesi del Paris Saint-Germain, i greci dell'Olympiakos e i belgi dell'Anderlecht.
Nella giornata d'esordio, il Benfica batte per 2-0 l'Anderlecht allo stadio da Luz con le reti di Đuričić e Luisão, mentre al Karaiskakīs, il Paris Saint-Germain espugna nettamente il campo dell'Olympiakos col risultato di 4-1, frutto della doppietta di Thiago Motta e dei gol di Cavani e Marquinhos, intervallati dall'unica marcatura avversaria di Weiss.
Nella seconda giornata, i francesi si impongono sui portoghesi con un perentorio 3-0 al Parco dei Principi grazie alla rete di Marquinhos e alla doppietta di Ibrahimović, mentre allo stadio Vanden Stock, anche i greci prevalgono sui belgi col medesimo punteggio in virtù della tripletta di Mītroglou, il quale diventa il primo calciatore ellenico a realizzare tre gol in un'unica partita della manifestazione.
Nella terza giornata, i francesi sconfiggono anche i belgi, travolgendoli con un sonoro 5-0 ad Anderlecht: il protagonista assoluto della gara è Ibrahimović, autore di uno splendido poker, cui segue la rete di Cavani. L'attaccante svedese diventa inoltre il decimo calciatore a segnare quattro gol in un unico match della competizione, oltre che a contribuire nel regalare ai transalpini la loro vittoria più ampia mai conseguita in una trasferta del torneo. Nell'altra partita, i portoghesi e i greci pareggiano invece per 1-1 a Lisbona: alla marcatura iniziale di Domínguez per gli ospiti risponde quella di Cardozo per i padroni di casa.
Nella quarta giornata, l'Anderlecht riesce a bloccare il Paris Saint-Germain sul pareggio per 1-1 a Parigi grazie alla rete di de Zeeuw, che fa da contraltare a quella di Ibrahimović, mentre ad Atene, l'Olympiakos piega di misura il Benfica per 1-0 con il gol di Manōlas.
Nella quinta giornata, i portoghesi battono per 3-2 i belgi allo stadio Vanden Stock in virtù dell'autorete di Mbemba, propiziata da un cross di Gaitán, e dei gol di Matić e Rodrigo, quest'ultimo avvenuto in extremis, mentre sono dello stesso Mbemba e di Bruno le marcature messe a segno dai padroni di casa. Nell'altro incontro, i francesi hanno la meglio sui greci per 2-1 al Parco dei Principi grazie alle reti di Ibrahimović e Cavani, quest'ultima materializzatasi in pieno recupero ed inframezzata da quella del momentaneo pari ad opera di Manōlas, che permettono appunto ai parigini di qualificarsi agli ottavi di finale con un turno d'anticipo.
Nell'ultima giornata, il Paris Saint-Germain certifica il primo posto in classifica con 13 punti, nonostante la sconfitta per 2-1 contro il Benfica allo stadio da Luz (le reti di Lima su calcio di rigore e di Gaitán rimontano quella iniziale di Cavani), mentre l'Olympiakos sconfigge l'Anderlecht per 3-1 al Karaiskakīs (decidono la doppietta di Saviola e il gol di Domínguez su calcio di rigore, intervallati dalla marcatura ospite di Kljestan), centrando così il secondo posto con 10 punti, a pari merito con gli stessi portoghesi, ma con gli scontri diretti a favore. I lusitani giungono quindi al terzo posto e vengono ripescati in Europa League, mentre i belgi terminano ultimi con solamente 1 punto all'attivo.
| Squadra             | P.ti | G | V | P | S | GF | GS | DG  |
| ------------------- | ---- | - | - | - | - | -- | -- | --- |
| Paris Saint-Germain | 13   | 6 | 4 | 1 | 1 | 16 | 5  | +11 |
| Olympiacos          | 10   | 6 | 3 | 1 | 2 | 10 | 8  | +2  |
| Benfica             | 10   | 6 | 3 | 1 | 2 | 8  | 8  | 0   |
| Anderlecht          | 1    | 6 | 0 | 1 | 5 | 4  | 17 | -13 |

| Arbitro: | Manuel Gräfe |

|                       |           |  |
| Đuričić 4’ Luisão 30’ | Marcatori |  |

| Arbitro: | Felix Brych |

|           |           |                                          |
| Weiss 25’ | Marcatori | 19’ Cavani 68’, 73’ Motta 86’ Marquinhos |

| Arbitro: | Nicola Rizzoli |

|                                    |           |  |
| Ibrahimović 5’, 30’ Marquinhos 25’ | Marcatori |  |

| Arbitro: | Tom Harald Hagen |

|  |           |                         |
|  | Marcatori | 17’, 56’, 72’ Mitroglou |

| Arbitro: | David Fernández Borbalán |

|  |           |                                           |
|  | Marcatori | 17’, 22’, 36’, 62’ Ibrahimović 52’ Cavani |

| Arbitro: | Alberto Undiano Mallenco |

|             |           |               |
| Cardozo 83’ | Marcatori | 29’ Domínguez |

| Arbitro: | Marijo Strahonja |

|                 |           |              |
| Ibrahimović 70’ | Marcatori | 68’ de Zeeuw |

| Arbitro: | Damir Skomina |

|             |           |  |
| Manolas 13’ | Marcatori |  |

| Arbitro: | Daniele Orsato |

|                      |           |                                         |
| Mbemba 19’ Bruno 78’ | Marcatori | 34’ Matić 53’ (aut.) Mbemba 90’ Rodrigo |

| Arbitro: | Craig Thomson |

|                             |           |             |
| Ibrahimović 7’ Cavani 90+2’ | Marcatori | 80’ Manolas |

| Arbitro: | Mark Clattenburg |

|                            |           |            |
| Lima 45’ (rig.) Gaitán 59’ | Marcatori | 37’ Cavani |

| Arbitro: | Wolfgang Stark |

|                                         |           |              |
| Saviola 34’, 58’ Domínguez 90+4’ (rig.) | Marcatori | 40’ Kljestan |

## Gruppo D
Nel Gruppo D vengono inseriti i tedeschi del Bayern Monaco, i russi del CSKA Mosca, gli inglesi del Manchester City e i cechi del Viktoria Plzeň.
Nella giornata d'esordio, i campioni in carica del Bayern Monaco battono per 3-0 il CSKA Mosca all'Allianz Arena, frutto delle reti di Alaba su calcio di punizione, Mandžukić e Robben, mentre allo stadio města Plzně, anche il Manchester City ha la meglio sul Viktoria Plzeň col medesimo risultato grazie ai gol di Džeko, Touré e Agüero.
Nella seconda giornata, i russi prevalgono sui cechi per 3-2 all'Arena Chimki con l'autorete di Řezník, che insacca nella propria porta a causa di un'incomprensione col portiere Kozáčik, e le marcature di Tošić e Honda, che fanno appunto da contraltare a quelle avversarie di Rajtoral e Bakoš; invece all'Etihad Stadium, i tedeschi si impongono con un netto 3-1 sugli inglesi in virtù dei gol di Ribéry, Müller e Robben, cui segue l'inutile rete di Negredo, che rende solo meno pesante il passivo per i padroni di casa.
Nella terza giornata, gli inglesi superano i russi per 2-1 a Mosca grazie alla doppietta di Agüero, che rimonta il vantaggio iniziale ad opera di Tošić, mentre a Monaco di Baviera, i tedeschi travolgono anche i cechi con un perentorio 5-0, frutto della doppietta di Ribéry e dei gol di Alaba, Schweinsteiger e Götze.
Nella quarta giornata, il Manchester City batte nuovamente il CSKA Mosca, vincendo per 5-2 a Manchester grazie alla doppietta di Agüero e alla tripletta di Negredo, mentre sono di Doumbia entrambe le marcature messe a segno dagli ospiti, ottenendo così la sua prima storica qualificazione agli ottavi di finale della competizione con due giornate d'anticipo. Nell'altro match, anche il Bayern Monaco sconfigge di nuovo il Viktoria Plzeň, imponendosi di misura per 1-0 a Plzeň con rete di Mandžukić e centrando anzitempo il passaggio del turno.
Nella quinta giornata, i tedeschi hanno facilmente la meglio sui russi per 3-1 all'Arena Chimki in virtù dei gol di Robben, Götze e Müller, mentre è di Honda su calcio di rigore l'unica rete segnata dai padroni di casa. In merito a tale successo, i bavaresi stabiliscono un record per quanto riguarda il maggior numero di vittorie consecutive nella competizione, arrivando a quota dieci e superando dopo altrettanti anni il primato appartenente al Barcellona (nove trionfi consecutivi nella stagione 2002-2003). Nell'altro incontro, gli inglesi superano i cechi per 4-2 all'Etihad Stadium con le reti di Agüero su calcio di rigore, Nasri, Negredo e Džeko, intervallate da quelle avversarie di Hořava e Tecl.
Nell'ultima giornata, il Manchester City arreca al Bayern Monaco la sua prima sconfitta nel raggruppamento, battendolo in rimonta per 3-2 all'Allianz Arena grazie ai gol di David Silva, Kolarov su calcio di rigore e Milner, che ribaltano appunto le marcature iniziali di Müller e Götze, ma, nonostante l'arrivo di entrambi i club a pari merito con 15 punti, i tedeschi si classificano al primo posto del girone per via del maggior numero di reti segnate nei due scontri diretti con gli inglesi, che si piazzano dunque al secondo posto. Nell'altra partita, il Viktoria Plzeň prevale in rimonta per 2-1 sul CSKA Mosca allo stadio města Plzně con le reti di Kolář e Wágner, quest'ultima avvenuta in pieno recupero, che ribaltano quella ospite ad opera di Musa. I cechi e i russi terminano quindi il girone a pari merito con 3 punti, ma sono i primi ad agguantare il terzo posto e ad ottenere il ripescaggio in Europa League per via del maggior numero di reti segnate in trasferta nei due scontri diretti con gli stessi russi, i quali giungono così all'ultimo posto in classifica.
| Squadra         | P.ti | G | V | P | S | GF | GS | DG  |
| --------------- | ---- | - | - | - | - | -- | -- | --- |
| Bayern Monaco   | 15   | 6 | 5 | 0 | 1 | 17 | 5  | +12 |
| Manchester City | 15   | 6 | 5 | 0 | 1 | 18 | 10 | +8  |
| Viktoria Plzeň  | 3    | 6 | 1 | 0 | 5 | 6  | 17 | -11 |
| CSKA Mosca      | 3    | 6 | 1 | 0 | 5 | 8  | 17 | -9  |

| Arbitro: | Gianluca Rocchi |

|                                   |           |  |
| Alaba 4’ Mandžukić 41’ Robben 61’ | Marcatori |  |

| Arbitro: | Paolo Tagliavento |

|  |           |                                |
|  | Marcatori | 48’ Džeko 53’ Touré 58’ Agüero |

| Arbitro: | Bas Nijhuis |

|                                       |           |                         |
| Tošić 19’ Honda 29’ Řezník 78’ (aut.) | Marcatori | 4’ Rajtoral 90+1’ Bakoš |

| Arbitro: | Björn Kuipers |

|             |           |                                   |
| Negredo 79’ | Marcatori | 7’ Ribéry 56’ T.Müller 59’ Robben |

| Arbitro: | Ovidiu Hațegan |

|           |           |                 |
| Tošić 32’ | Marcatori | 34’, 42’ Agüero |

| Arbitro: | Alan Kelly |

|                                                                 |           |  |
| Ribéry 24’ (rig.), 61’ Alaba 37’ Schweinsteiger 64’ Götze 90+1’ | Marcatori |  |

| Arbitro: | Carlos Velasco Carballo |

|                                               |           |                         |
| Agüero 3’ (rig.), 21’ Negredo 30’, 51’, 90+3’ | Marcatori | 45’, 71’ (rig.) Doumbia |

| Arbitro: | Antonio Mateu Lahoz |

|  |           |               |
|  | Marcatori | 66’ Mandžukić |

| Arbitro: | Antony Gautier |

|                  |           |                                        |
| Honda 61’ (rig.) | Marcatori | 17’ Robben 56’ Götze 65’ (rig.) Müller |

| Arbitro: | Fırat Aydınus |

|                                                   |           |                     |
| Agüero 33’ (rig.) Nasri 65’ Negredo 78’ Džeko 89’ | Marcatori | 43’ Hořava 69’ Tecl |

| Arbitro: | David Fernández Borbalán |

|                     |           |                                         |
| Müller 6’ Götze 12’ | Marcatori | 28’ Silva 59’ (rig.) Kolarov 62’ Milner |

| Arbitro: | Damir Skomina |

|                        |           |          |
| Kolář 77’ Wágner 90+2’ | Marcatori | 65’ Musa |

## Gruppo E
Nel Gruppo E vengono inseriti gli inglesi del Chelsea, i tedeschi dello Schalke 04, gli svizzeri del Basilea e i rumeni della Steaua Bucarest.
Nella giornata d'esordio, lo Schalke 04 batte nettamente per 3-0 la Steaua Bucarest alla Veltins-Arena con le reti di Uchida, Boateng e Draxler, mentre allo Stamford Bridge, il Basilea supera clamorosamente in rimonta per 2-1 il Chelsea, detentore dell'Europa League, grazie ai gol di Salah e Streller, che ribaltano appunto la marcatura iniziale di Oscar.
Nella seconda giornata, i tedeschi piegano di misura gli svizzeri per 1-0 al St. Jakob-Park con la rete di Draxler, invece all'Arena Națională, gli inglesi si impongono sui rumeni con un perentorio 4-0, frutto della doppietta di Ramires, del gol di Lampard e dell'autorete di Georgievski, che insacca sfortunatamente nella propria porta un tiro ribattuto dal portiere Tătăruşanu.
Nella terza giornata, i rumeni e gli svizzeri pareggiano per 1-1 a Bucarest: al vantaggio iniziale di Díaz per gli ospiti risponde la rete di Tatu per i padroni di casa; mentre a Gelsenkirchen, gli inglesi espugnano nettamente il campo dei tedeschi per 3-0 grazie alla doppietta di Torres e al gol di Hazard.
Nella quarta giornata, il Chelsea sconfigge nuovamente lo Schalke 04 per 3-0, imponendosi a Londra in virtù della doppietta di Eto'o e della rete di Ba; invece il Basilea e la Steaua Bucarest pareggiano di nuovo per 1-1: a Basilea, il gol in pieno recupero di Sio consente ai padroni di casa di equalizzare la marcatura iniziale di Piovaccari.
Nella quinta giornata, i rumeni bloccano i tedeschi sul pareggio per 0-0 all'Arena Națională, ma ciò non basta ad evitare la prematura eliminazione dal torneo, mentre al St. Jakob-Park, gli svizzeri hanno nuovamente la meglio sugli inglesi per 1-0 grazie al gol di Salah.
Nell'ultima giornata, il Chelsea certifica il primo posto in classifica con 12 punti dopo aver sconfitto la Steaua Bucarest per 1-0 allo Stamford Bridge (decide la rete di Ba), invece lo Schalke 04 supera il Basilea per 2-0 nello scontro diretto della Veltins-Arena in virtù dei gol di Draxler e Matip, centrando così la seconda piazza del girone con 10 punti. Gli svizzeri giungono dunque al terzo posto con 8 punti e vengono ripescati in Europa League, mentre i rumeni arrivano ultimi con 3 punti, stabilendo inoltre un record negativo nella storia della competizione per quanto riguarda il maggior numero di partite consecutive senza vittoria, arrivando a quota ventitré. 
| Squadra         | P.ti | G | V | P | S | GF | GS | DG |
| --------------- | ---- | - | - | - | - | -- | -- | -- |
| Chelsea         | 12   | 6 | 4 | 0 | 2 | 12 | 3  | +9 |
| Schalke 04      | 10   | 6 | 3 | 1 | 2 | 6  | 6  | 0  |
| Basilea         | 8    | 6 | 2 | 2 | 2 | 5  | 6  | -1 |
| Steaua Bucarest | 3    | 6 | 0 | 3 | 3 | 2  | 10 | -8 |

| Arbitro: | Cüneyt Çakır |

|                                    |           |  |
| Uchida 67’ Boateng 78’ Draxler 85’ | Marcatori |  |

| Arbitro: | Daniele Orsato |

|           |           |                        |
| Oscar 45’ | Marcatori | 71’ Salah 81’ Streller |

| Arbitro: | Alberto Undiano Mallenco |

|  |           |             |
|  | Marcatori | 54’ Draxler |

| Arbitro: | Carlos Velasco Carballo |

|  |           |                                                     |
|  | Marcatori | 20’, 55’ Ramires 44’ (aut.) Georgievski 90’ Lampard |

| Arbitro: | Matej Jug |

|          |           |          |
| Tatu 88’ | Marcatori | 48’ Díaz |

| Arbitro: | Viktor Kassai |

|  |           |                           |
|  | Marcatori | 6’, 69’ Torres 87’ Hazard |

| Arbitro: | Olegário Benquerença |

|           |           |                |
| Sio 90+2’ | Marcatori | 17’ Piovaccari |

| Arbitro: | Svein Oddvar Moen |

|                       |           |  |
| Eto'o 32’, 54’ Ba 80’ | Marcatori |  |

| Bucarest 26 novembre 2013, ore 20:45 | Steaua Bucarest | 0 – 0 referto | Schalke 04 | Arena Națională\| Arbitro: \| Bas Nijhuis \| |
| Arbitro:                             | Bas Nijhuis     |               |            |                                              |

| Arbitro: | Stéphane Lannoy |

|           |           |  |
| Salah 87’ | Marcatori |  |

| Arbitro: | Paolo Tagliavento |

|                       |           |  |
| Draxler 51’ Matip 57’ | Marcatori |  |

| Arbitro: | Gianluca Rocchi |

|                        |           |  |
| Georgievski 10’ (aut.) | Marcatori |  |

## Gruppo F
Nel Gruppo F vengono inseriti gli inglesi dell'Arsenal, i francesi dell'Olympique Marsiglia, i tedeschi del Borussia Dortmund e gli italiani del Napoli.
Nella giornata d'esordio, l'Arsenal batte per 2-1 l'Olympique Marsiglia al Vélodrome con le reti di Walcott e Ramsey, cui segue l'inutile gol di Jordan Ayew su calcio di rigore nel finale di gara, mentre al San Paolo, il Napoli ha anch'esso la meglio col medesimo risultato sul Borussia Dortmund, finalista della precedente edizione, frutto delle marcature di Higuaín e di Insigne su calcio di punizione, seguite dall'autorete di Zúñiga, che insacca sfortunatamente nella propria porta un cross di Reus ed accorcia solamente le distanze in favore degli ospiti.
Nella seconda giornata, i tedeschi si impongono sui francesi con un perentorio 3-0 al Westfalenstadion grazie alla doppietta di Lewandowski e al gol di Reus su calcio di punizione, invece all'Emirates Stadium, gli inglesi superano gli italiani per 2-0 in virtù delle reti di Özil e Giroud, entrambe avvenute nei primi quindici minuti di partita.
Nella terza giornata, i tedeschi sconfiggono gli inglesi per 2-1 a Londra con i gol di Mxit'aryan e Lewandowski, intervallati dalla rete del momentaneo pareggio ad opera di Giroud, mentre a Marsiglia, anche gli italiani vincono contro i francesi con lo stesso risultato grazie alle marcature di Callejón e Zapata, cui segue quella inutile di André Ayew per i padroni di casa, la quale diminuisce solamente il passivo della sconfitta.
Nella quarta giornata, l'Arsenal si prende la rivincita sul Borussia Dortmund, trionfando appunto di misura per 1-0 a Dortmund con la rete di Ramsey, invece il Napoli prevale nuovamente sull'Olympique Marsiglia, sconfiggendolo con un rocambolesco 3-2 a Napoli grazie alla doppietta di Higuaín e al gol di Inler, che fanno da contraltare alle marcature avversarie di André Ayew e Thauvin.
Nella quinta giornata, gli inglesi hanno la meglio sui francesi per 2-0 all'Emirates Stadium con la doppietta di Wilshere, procurandoli così la quinta sconfitta consecutiva nel raggruppamento e mettendo prematuramente fine al loro cammino europeo, mentre al Westfalenstadion, i tedeschi battono per 3-1 gli italiani in virtù delle reti di Reus su calcio di rigore, Błaszczykowski e Aubameyang, inframezzate da quella ospite di Insigne.
Nell'ultima giornata, il Borussia Dortmund supera per 2-1 l'Olympique Marsiglia al Vélodrome grazie alle marcature di Lewandowski e Großkreutz, intervallate da quella del momentaneo pari ad opera di Diawara, invece il Napoli vince per 2-0 sull'Arsenal al San Paolo con i gol di Higuaín e Callejón. I tedeschi, gli inglesi e gli italiani terminano dunque il girone a pari merito con 12 punti, ma sono tuttavia i teutonici e i londinesi a classificarsi rispettivamente al primo e al secondo posto valevoli per il passaggio del turno, mentre i partenopei giungono solamente al terzo posto a causa di una peggior differenza reti generale rispetto agli altri due club, conquistando così il ripescaggio in Europa League. I francesi finiscono invece all'ultimo posto senza aver ottenuto alcuna vittoria e alcun punto, deludendo largamente le aspettative della vigilia. 
| Squadra             | P.ti | G | V | P | S | GF | GS | DG |
| ------------------- | ---- | - | - | - | - | -- | -- | -- |
| Borussia Dortmund   | 12   | 6 | 4 | 0 | 2 | 11 | 6  | +5 |
| Arsenal             | 12   | 6 | 4 | 0 | 2 | 8  | 5  | +3 |
| Napoli              | 12   | 6 | 4 | 0 | 2 | 10 | 9  | +1 |
| Olympique Marsiglia | 0    | 6 | 0 | 0 | 6 | 5  | 14 | -9 |

| Arbitro: | Olegário Benquerença |

|                   |           |                        |
| Ayew 90+3’ (rig.) | Marcatori | 65’ Walcott 83’ Ramsey |

| Arbitro: | Pedro Proença |

|                         |           |                   |
| Higuaín 29’ Insigne 67’ | Marcatori | 87’ (aut.) Zúñiga |

| Arbitro: | David Fernández Borbalán |

|                                      |           |  |
| Lewandowski 19’, 79’ (rig.) Reus 52’ | Marcatori |  |

| Arbitro: | Milorad Mažić |

|                    |           |  |
| Özil 8’ Giroud 15’ | Marcatori |  |

| Arbitro: | Jonas Eriksson |

|            |           |                                |
| Giroud 41’ | Marcatori | 16’ Mxit'aryan 82’ Lewandowski |

| Arbitro: | Cüneyt Çakır |

|             |           |                         |
| A. Ayew 86’ | Marcatori | 43’ Callejón 68’ Zapata |

| Arbitro: | Björn Kuipers |

|  |           |            |
|  | Marcatori | 62’ Ramsey |

| Arbitro: | Sergei Karasev |

|                            |           |                         |
| Inler 22’ Higuaín 24’, 75’ | Marcatori | 17’ A. Ayew 64’ Thauvin |

| Arbitro: | Antonio Mateu Lahoz |

|                  |           |  |
| Wilshere 1’, 66’ | Marcatori |  |

| Arbitro: | Carlos Velasco Carballo |

|                                                   |           |             |
| Reus 10’ (rig.) Blaszczykowski 60’ Aubameyang 78’ | Marcatori | 71’ Insigne |

| Arbitro: | Marijo Strahonja |

|             |           |                               |
| Diawara 14’ | Marcatori | 4’ Lewandowski 87’ Großkreutz |

| Arbitro: | Viktor Kassai |

|                            |           |  |
| Higuaín 73’ Callejón 90+3’ | Marcatori |  |

## Gruppo G
Nel Gruppo G vengono inseriti i portoghesi del Porto, gli spagnoli dell'Atlético Madrid, i russi dello Zenit San Pietroburgo e gli austriaci dell'Austria Vienna.
Nella prima giornata, il Porto batte per 1-0 l'esordiente Austria Vienna all'Ernst-Happel Stadion con la rete di Lucho González, mentre allo stadio Vicente Calderón, l'Atlético Madrid ha la meglio sullo Zenit San Pietroburgo col risultato di 3-1, frutto dei gol di Miranda, Arda Turan e Léo Baptistão, intervallati dal momentaneo pari avversario ad opera di Hulk.
Nella seconda giornata, gli austriaci bloccano i russi sul pareggio per 0-0 allo stadio Petrovskij, invece gli spagnoli sconfiggono i portoghesi in rimonta per 2-1 allo stadio do Dragão grazie alle marcature di Godín e Arda Turan, che ribaltano appunto quella iniziale di Jackson Martínez per i padroni di casa.
Nella terza giornata, i russi colgono il primo successo nel raggruppamento, vincendo per 1-0 contro i portoghesi a Porto in virtù della rete di Keržakov, mentre a Vienna, gli spagnoli espugnano nettamente il campo degli austriaci per 3-0 con la doppietta di Diego Costa e il gol di Raúl García.
Nella quarta giornata, lo Zenit San Pietroburgo e il Porto si dividono la posta in palio con un pareggio per 1-1 a San Pietroburgo: al vantaggio iniziale di Lucho González per i lusitani risponde immediatamente la rete di Hulk per i ruteni, che sbagliano anche un calcio di rigore con lo stesso attaccante brasiliano. Nell'altro match, l'Atlético Madrid prevale nuovamente sull'Austria Vienna con un perentorio 4-0 a Madrid grazie ai gol di Miranda, Raúl García, Filipe Luís e Diego Costa, ottenendo così la qualificazione agli ottavi di finale con due giornate d'anticipo.
Nella quinta giornata, gli austriaci riescono a fermare i portoghesi sul pareggio per 1-1 allo stadio do Dragão: alla rete in apertura di Kienast per gli ospiti risponde quella di Jackson Martínez per i padroni di casa. Nell'altra partita, anche i russi e gli spagnoli si dividono la posta in palio col medesimo risultato allo stadio Petrovskij: al gol iniziale di Adrián López per i madrileni risponde l'autorete di Alderweireld, propiziata da un cross di Smol'nikov, a favore dei ruteni.
Nell'ultima giornata, l'Atlético Madrid consolida il primo posto in classifica con 16 punti dopo aver sconfitto il Porto per 2-0 allo stadio Vicente Calderón (decidono le reti di Raúl García e Diego Costa), mentre lo Zenit San Pietroburgo centra il secondo posto del girone con solamente 6 punti conquistati (stabilendo un record minimo), nonostante l'inaspettata sconfitta per 4-1 contro l'Austria Vienna all'Ernst-Happel Stadion (a decidere la gara sono i gol di Hosiner, autore di una doppietta, Jun e Kienast, i quali rimontano l'iniziale marcatura di Keržakov e regalano conseguentemente ai viennesi il loro primo storico successo nella competizione). I portoghesi e gli austriaci terminano invece a pari merito con 5 punti, ma sono tuttavia i primi a raggiungere il terzo posto ed il ripescaggio in Europa League per via degli scontri diretti favorevoli contro gli stessi viennesi, che chiudono così all'ultimo posto nella loro prima esperienza nella massima manifestazione continentale. 
| Squadra               | P.ti | G | V | P | S | GF | GS | DG  |
| --------------------- | ---- | - | - | - | - | -- | -- | --- |
| Atlético Madrid       | 16   | 6 | 5 | 1 | 0 | 15 | 3  | +12 |
| Zenit San Pietroburgo | 6    | 6 | 1 | 3 | 2 | 5  | 9  | -4  |
| Porto                 | 5    | 6 | 1 | 2 | 3 | 4  | 7  | -3  |
| Austria Vienna        | 5    | 6 | 1 | 2 | 3 | 5  | 10 | -5  |

| Arbitro: | Craig Thomson |

|  |           |                    |
|  | Marcatori | 55’ Lucho González |

| Arbitro: | William Collum |

|                               |           |          |
| Miranda 40’ Turan 64’ Léo 80’ | Marcatori | 58’ Hulk |

| San Pietroburgo 1º ottobre 2013, ore 20:00 UTC+4 | Zenit San Pietroburgo | 0 – 0 referto | Austria Vienna | Stadio Petrovskij\| Arbitro: \| Deniz Aytekin \| |
| Arbitro:                                         | Deniz Aytekin         |               |                |                                                  |

| Arbitro: | Howard Webb |

|              |           |                          |
| Martínez 16’ | Marcatori | 58’ Godín 86’ Arda Turan |

| Arbitro: | Paolo Tagliavento |

|  |           |               |
|  | Marcatori | 86’ Kerzhakov |

| Arbitro: | Daniele Orsato |

|  |           |                                     |
|  | Marcatori | 8’ Raúl García 20’, 54’ Diego Costa |

| Arbitro: | Tom Harald Hagen |

|          |           |                    |
| Hulk 28’ | Marcatori | 23’ Lucho González |

| Arbitro: | István Vad |

|                                                        |           |  |
| Miranda 11’ Raúl García 25’ Filipe 45’ Diego Costa 82’ | Marcatori |  |

| Arbitro: | Ovidiu Hațegan |

|              |           |             |
| Martínez 48’ | Marcatori | 11’ Kienast |

| Arbitro: | Martin Atkinson |

|                         |           |            |
| Alderweireld 74’ (aut.) | Marcatori | 53’ Adrián |

| Arbitro: | Aleksandar Stavrev |

|                                        |           |               |
| Hosiner 44’, 51’ Jun 48’ Kienast 90+3’ | Marcatori | 36’ Kerzhakov |

| Arbitro: | Deniz Aytekin |

|                                 |           |  |
| Raúl García 15’ Diego Costa 38’ | Marcatori |  |

## Gruppo H
Nel Gruppo H vengono inseriti gli spagnoli del Barcellona, gli italiani del Milan, gli olandesi dell'Ajax e gli scozzesi del Celtic.
Nella giornata d'esordio, il Milan batte per 2-0 il Celtic allo stadio San Siro grazie all'autorete di Izaguirre, propiziata da un tiro di Zapata, e al gol di Muntari, mentre al Camp Nou, il Barcellona si impone sull'Ajax con un perentorio 4-0, frutto della tripletta di Messi e della marcatura di Piqué.
Nella seconda giornata, gli olandesi e gli italiani pareggiano per 1-1 all'Amsterdam Arena: alla rete iniziale di Denswil per i padroni di casa risponde in extremis il gol di Balotelli su calcio di rigore per gli ospiti. Nell'altro match, gli spagnoli piegano invece gli scozzesi per 1-0 al Celtic Park con la decisiva marcatura di Fàbregas.
Nella terza giornata, gli scozzesi colgono il primo successo nel raggruppamento, superando gli olandesi per 2-1 a Glasgow grazie alle reti di Kayal e di Forrest su calcio di rigore, cui segue l'inutile gol di Schöne nel finale di gara. Nell'altra partita, gli italiani e gli spagnoli pareggiano invece per 1-1 a Milano: alla marcatura iniziale di Robinho per i milanesi risponde quella di Messi per i catalani.
Nella quarta giornata, l'Ajax si prende la rivincita sul Celtic, battendolo per 1-0 ad Amsterdam con la rete di Schöne, conquistando così la prima vittoria nel girone, mentre nell'altro match, il Barcellona prevale invece sul Milan con un netto 3-1 a Barcellona in virtù della doppietta di Messi e del gol di Busquets, intervallati dall'autorete di Piqué a favore degli ospiti, il quale insacca nella propria porta nel tentativo di deviare una conclusione di Kakà, permettendo contemporaneamente agli stessi catalani di qualificarsi agli ottavi di finale con due giornate d'anticipo.
Nella quinta giornata, gli italiani hanno la meglio sugli scozzesi con un perentorio 3-0 al Celtic Park grazie alle reti di Kakà, Zapata e Balotelli, mentre all'Amsterdam Arena, gli olandesi sconfiggono a sorpresa gli spagnoli per 2-1 con i gol di Serero e Hoesen, seguiti dall'inutile marcatura avversaria di Xavi su calcio di rigore, ponendo conseguentemente fine alla stagione europea degli stessi scozzesi in virtù di tale risultato.
Nell'ultima giornata, il Barcellona certifica il primo posto in classifica con 13 punti dopo aver travolto il Celtic per 6-1 al Camp Nou (a segno Piqué, Pedro, Tello e Neymar, quest'ultimo autore di una tripletta, mentre è di Samaras l'unico gol di marca britannica, che non evita però agli ospiti la loro sconfitta più pesante a livello europeo), invece il Milan pareggia per 0-0 contro l'Ajax allo stadio San Siro e centra così il secondo posto con 9 punti. Gli olandesi giungono quindi al terzo posto con 8 punti e vengono ripescati in Europa League, mentre gli scozzesi terminano all'ultimo posto con 3 punti all'attivo. 
| Squadra    | P.ti | G | V | P | S | GF | GS | DG  |
| ---------- | ---- | - | - | - | - | -- | -- | --- |
| Barcellona | 13   | 6 | 4 | 1 | 1 | 16 | 5  | +11 |
| Milan      | 9    | 6 | 2 | 3 | 1 | 8  | 5  | +3  |
| Ajax       | 8    | 6 | 2 | 2 | 2 | 5  | 8  | -3  |
| Celtic     | 3    | 6 | 1 | 0 | 5 | 3  | 14 | -11 |

| Arbitro: | Wolfgang Stark |

|                                  |           |  |
| Izaguirre 82’ (aut.) Muntari 86’ | Marcatori |  |

| Arbitro: | Svein Oddvar Moen |

|                               |           |  |
| Messi 22’, 55’, 75’ Piqué 69’ | Marcatori |  |

| Arbitro: | Jonas Eriksson |

|             |           |                        |
| Denswil 90’ | Marcatori | 90+4’ (rig.) Balotelli |

| Arbitro: | Stéphane Lannoy |

|  |           |              |
|  | Marcatori | 76’ Fàbregas |

| Arbitro: | Ivan Bebek |

|                              |           |              |
| Forrest 44’ (rig.) Kayal 54’ | Marcatori | 90+4’ Schøne |

| Arbitro: | Felix Brych |

|            |           |           |
| Robinho 9’ | Marcatori | 24’ Messi |

| Arbitro: | Deniz Aytekin |

|            |           |  |
| Schøne 51’ | Marcatori |  |

| Arbitro: | Milorad Mažić |

|                                    |           |                  |
| Messi 30’ (rig.), 83’ Busquets 40’ | Marcatori | 45’ (aut.) Piqué |

| Arbitro: | Cüneyt Çakır |

|  |           |                                   |
|  | Marcatori | 13’ Kakà 49’ Zapata 60’ Balotelli |

| Arbitro: | Pavel Královec |

|                       |           |                 |
| Serero 19’ Hoesen 42’ | Marcatori | 49’ (rig.) Xavi |

| Milano 11 dicembre 2013, ore 20:45 UTC+1 | Milan       | 0 – 0 referto | Ajax | Stadio Giuseppe Meazza\| Arbitro: \| Howard Webb \| |
| Arbitro:                                 | Howard Webb |               |      |                                                     |

| Arbitro: | Sergei Karasev |

|                                                   |           |             |
| Piqué 7’ Pedro 40’ Neymar 45’, 48’, 58’ Tello 72’ | Marcatori | 88’ Samaras |